# Lijst van vulkanen in El Salvador
Dit is een lijst van actieve en inactieve vulkanen in El Salvador van noordwest naar zuidoost.

## Lijst
| Naam                  | Hoogte | Departement                        | Coördinaten            | Type          | Laatste activiteit | Gebergte              |
| --------------------- | ------ | ---------------------------------- | ---------------------- | ------------- | ------------------ | --------------------- |
| Chingo                | 1775 m | Santa Ana en Jutiapa               | 14° 7′ NB, 89° 44′ WL  | stratovulkaan |                    |                       |
| San Diego             | 781 m  | Santa Ana                          | 14° 16′ NB, 89° 29′ WL | vulkaanveld   | Holoceen           |                       |
| Cerro Singüil         | 957 m  | Santa Ana                          | 14° 3′ NB, 89° 38′ WL  | sintelkegels  | Holoceen           |                       |
| Cordillera de Apaneca | 2036 m | Santa Ana, Sonsonate en Ahuachapán | 13° 52′ NB, 89° 45′ WL | vulkaanketen  | Holoceen           |                       |
| Cerro Las Ninfas      | 1760 m | Ahuachapán                         | 13° 53′ NB, 89° 48′ WL | stratovulkaan |                    | Cordillera de Apaneca |
| Cerro de Apaneca      | 1831 m | Ahuachapán                         | 13° 50′ NB, 89° 48′ WL | stratovulkaan |                    | Cordillera de Apaneca |
| Laguna Verde          | 1829 m | Ahuachapán                         | 13° 53′ NB, 89° 47′ WL | stratovulkaan |                    | Cordillera de Apaneca |
| Cerro Cachio          | 1841 m | Ahuachapán                         | 13° 54′ NB, 89° 45′ WL | stratovulkaan |                    | Cordillera de Apaneca |
| Cerro las Ranas       | 1970 m | Santa Ana, Sonsonate en Ahuachapán | 13° 54′ NB, 89° 43′ WL | stratovulkaan |                    | Cordillera de Apaneca |
| Cerro el Aguila       | 2036 m | Sonsonate                          | 13° 54′ NB, 89° 42′ WL | stratovulkaan |                    | Cordillera de Apaneca |
| Cerro los Naranjos    | 1969 m | Sonsonate                          | 13° 52′ NB, 89° 41′ WL | stratovulkaan |                    | Cordillera de Apaneca |
| Santa Ana-vulkaan     | 2381 m | Santa Ana                          | 13° 51′ NB, 89° 38′ WL | stratovulkaan | 2005               | Cordillera de Apaneca |
| Izalco                | 1950 m | Sonsonate en Santa Ana             | 13° 49′ NB, 89° 38′ WL | stratovulkaan | 1966               | Cordillera de Apaneca |
| Cerro Verde           | 2030 m | Santa Ana                          | 13° 50′ NB, 89° 37′ WL | stratovulkaan |                    | Cordillera de Apaneca |
| San Marcelino         | 1314 m | Sonsonate                          | 13° 48′ NB, 89° 36′ WL | stratovulkaan |                    | Cordillera de Apaneca |
| Coatepeque            | 746 m  | Santa Ana                          | 13° 52′ NB, 89° 33′ WL | caldera       | Holoceen           | Cordillera de Apaneca |
| San Salvador          | 1959 m | San Salvador en La Libertad        | 13° 44′ NB, 89° 18′ WL | stratovulkaan | 1917               |                       |
| Cerro Cinotepeque     | 665 m  | San Salvador                       | 14° 0′ NB, 89° 15′ WL  | vulkaanveld   | Holoceen           |                       |
| Guazapa               | 1438 m | Cuscatlán                          | 13° 54′ NB, 89° 7′ WL  | stratovulkaan | Holoceen?          |                       |
| Ilopango              | 500 m  | San Salvador, La Paz en Cuscatlán  | 13° 40′ NB, 89° 3′ WL  | caldera       | 1880               |                       |
| San Vicente           | 2182 m | San Vicente en La Paz              | 13° 36′ NB, 88° 50′ WL | stratovulkaan | Holoceen           |                       |
| Apastepeque           | 700 m  | San Vicente                        | 13° 43′ NB, 88° 46′ WL | vulkaanveld   | Holoceen           |                       |
| Taburete              | 1172 m | Usulután                           | 13° 26′ NB, 88° 32′ WL | stratovulkaan | Holoceen?          |                       |
| Tecapa                | 1593 m | Usulután                           | 13° 30′ NB, 88° 30′ WL | stratovulkaan | Holoceen           |                       |
| Usulután              | 1449 m | Usulután                           | 13° 25′ NB, 88° 28′ WL | stratovulkaan | Holoceen           |                       |
| El Tigre              | 1640 m | Usulután                           | 13° 28′ NB, 88° 26′ WL | stratovulkaan | Holoceen           |                       |
| Chinameca             | 1300 m | San Miguel                         | 13° 29′ NB, 88° 20′ WL | stratovulkaan | Holoceen           |                       |
| San Miguel            | 2130 m | San Miguel                         | 13° 26′ NB, 88° 16′ WL | stratovulkaan | 2002               |                       |
| Aramuaca              | 181 m  | San Miguel                         | 13° 26′ NB, 88° 6′ WL  | maar          | Holoceen           |                       |
| Conchagua             | 1225 m | La Unión                           | 13° 17′ NB, 87° 51′ WL | stratovulkaan |                    |                       |
| Conchagüita           | 505 m  | La Unión                           | 13° 14′ NB, 87° 46′ WL | stratovulkaan | 1892               |                       |